# Carles Lalueza Fox
Carles Lalueza Fox (Barcelona, 1965) és un biòleg català expert en l'estudi de l'ADN antic. És llicenciat i doctor en biologia per la Universitat de Barcelona, on també hi fa de professor. També treballa a la Unitat de Biologia Evolutiva de la Universitat Pompeu Fabra.
Lalueza és especialista en tècniques de recuperació d'ADN de restes del passat, en reconstrucció filogenètica d'espècies extintes, en reconstrucció de migracions passades en les poblacions humanes i en genètica evolutiva de neandertals.
El 2010, es publicà a la revista Science un estudi dirigit per Svante Pääbo en què es demostrava per primera vegada la presència d'ADN neandertal en els humans actuals. Lalueza fou un de la cinquantena d'investigadors que col·laborà en aquest projecte.
Actualment és el director del Museu de Ciències Naturals de Barcelona (Abril 2022- actualitat).

## Obra de divulgació
- 1999: Missatges del passat. Reconstruint la història amb la genètica (del juràssic als tsars)[6]
- 2002: Races, racisme i diversitat. La ciència una arma contra el racisme. Traduït al castellà.
- 2002: Dioses y monstruos[7]
- 2003: El bestiari extingit[8]
- 2003: El color sota la pell
- 2005: Cuándo éramos caníbales
- 2005: Genes de neandertal[2]
- 2013: Palabras en el tiempo

## Premis i distincions
- 2007 : Premi Ciutat de Barcelona d'investigació científica
- 2018 : Premi Narcís Monturiol[9]